# Oxfordgroep
De Oxfordgroep was een Christelijke organisatie die in 1921 is opgericht door de Amerikaanse lutherse predikant Frank Buchman. De vereniging heette lange tijd Moral Re-Armament (Morele Herbewapening) en heeft sinds 2001 de naam Initiatives of Change.

## Geschiedenis
Predikant Frank Buchman uit Pennsylvania raakte na enkele persoonlijke (mystieke) ervaringen ervan overtuigd dat individuele verandering nodig was voor maatschappelijke verandering. Hij ontwikkelde hierover ideeën die waren geïnspireerd door de Bijbelse Kerkrede. Hieruit ontstond een maatschappelijke beweging met als vier kernwaarden: eerlijkheid, zuiverheid, onbaatzuchtigheid en liefde. De beweging werd bekend onder de naam Oxfordgroep nadat veel studenten van de universiteit van Oxford actief waren geworden binnen de groep. De groei van de beweging werd gestimuleerd door de wereldwijde economische crisis en de grote internationale spanningen. Naarmate de militaire herbewapening in de jaren 1930 toenam, groeide het besef dat als tegenbeweging een geestelijke en morele omslag nodig was. Geïnspireerd door de Zweedse socialist en lid van de Oxfordgroep Harry Blomberg, die krachtig pleitte voor zo'n 'morele herbewapening', veranderde de naam van de groep in Morele Herbewapening. Een van de doelen was om te komen tot ontwapening.
De groep organiseerde grote bijeenkomsten in de Verenigde Staten en in Europa, waaronder in Nederland. Een vooraanstaand lid van de Nederlandse groep was Charlotte van Beuningen-Fentener van Vlissingen, maar ook andere leden van de maatschappelijke elite rekenden zich tot de aanhangers, zoals Frits Philips. Daarnaast waren enkele politici volgelingen, zoals minister Jacob Adriaan Nicolaas Patijn en kortstondig enige SDAP-leden, zoals Jan Duys. De beweging kreeg in Nederland een krachtige impuls nadat Koningin Wilhelmina in 1939 publiekelijk haar steun had uitgesproken voor morele herbewapening. Er was in Nederland echter ook kritiek op de beweging, omdat deze zeker in het begin een elitair karakter had en bovendien contact zocht met Hitler.
Na de Tweede Wereldoorlog zette de beweging zich in voor verzoening en wederopbouw. In het conferentieoord gevestigd in Caux-sur-Montreux werden conferenties georganiseerd voor Europeanen, gericht op een verenigd Europa. Duitsers werden hier ook voor uitgenodigd. Daarna breidde het werkgebied zich uit naar andere delen van de wereld en werden nieuwe thema's aangepakt, zoals integratie, bedrijfsethiek, anticorruptie en democratie.
In 2001 werd de naam veranderd in Initiatives of Change omdat deze naam meer paste bij het tijdsgewricht. Inmiddels had de beweging niet langer een louter christelijk karakter, maar wilde men openstaan voor alle levensbeschouwingen.
- Gemeinsame Normdatei: 16334000-6
- Library of Congress Control Number: n93059186
- Nationale Bibliotheek van Israël: 987007605781405171
- Virtual International Authority File: 155898082

Gerelateerde bewegingen:
In 2024 is in Nederland het initiatief genomen voor de The School of Moral Ambition